# Costante Girardengo
Costante Girardengo (18. března 1893 Novi Ligure – 9. února 1978 Cassano Spinola) byl italský cyklista.
Pocházel ze sedmi dětí, zpočátku závodil amatérsky a pracoval v továrně ALFA v Tortoně, v roce 1912 se stal profesionálem. O rok později skončil na Giro d'Italia šestý a vyhrál šestou etapu. Jeho kariéru přerušila válka a španělská chřipka, kterou prodělal v roce 1918, dokázal se však vrátit k závodění a vybojoval růžový trikot na Giru v letech 1919 a 1923. V roce 1919 vedl od první do poslední etapy a porazil druhého Gaetana Belloniho o téměř 52 minut, v roce 1923 vyhrál osm etap z deseti. Na mistrovství světa v silniční cyklistice získal v roce 1927 stříbrnou medaili. Je rekordmanem italského šampionátu, kde vyhrál devětkrát závod s hromadným startem (1913, 1914, 1919, 1920, 1921, 1922, 1923, 1924 a 1925).
Stal se vítězem v letech 1919, 1921 a 1922 na Giro di Lombardia, v letech 1922 a 1923 na Giro di Toscana, v letech 1919, 1920 a 1924 na Gran Piemonte, v letech 1914, 1915, 1919, 1920 a 1923 v závodě Milán–Turín a v letech 1918, 1921, 1923, 1925, 1926 a 1928 v závodě Milán - San Remo. Uspěl i v zahraničí, když byl v roce 1922 první na Tour du Lac Léman a v roce 1924 na GP Wolber. Celkově vyhrál 131 silničních a 965 dráhových závodů. Závodní kariéru ukončil v roce 1936. Působil jako trenér italské cyklistické reprezentace a vyráběl vlastní značku jízdních kol a motocyklů. Jeho syn Ettore Girardengo byl ligovým fotbalistou.
Byl označován jako Campionissimo, čehož kromě něj dosáhli pouze Alfredo Binda a Fausto Coppi. V roce 2015 byl mezi prvními osobnostmi uvedenými na Chodníku slávy italského sportu.
Jeho krajanem byl anarchista Sante Pollastri, odsouzený v roce 1927 na doživotí za ozbrojené loupeže a zabití policisty. Z toho vznikla pověst o blízkém přátelství obou mužů, Pollastri byl údajně zatčen jen proto, že si nenechal ujít Girardengův závod. Francesco De Gregori o nich nahrál píseň „Il bandito e il campione“, vznikl také televizní seriál La leggenda del bandito e del campione, kde hrál Girardenga Simone Gandolfo.